# Icebreaker (Band)
Icebreaker ist ein Musikensemble aus Großbritannien, das von James Poke und John Godfrey gegründet wurde. Das Ensemble ist einer der führenden Interpreten zeitgenössischer Musik mit Schwerpunkt eines postminimalistischen Repertoires. Das Ensemble spielt ausschließlich mit Verstärkung in einer nicht klassischen Besetzung, ihre Performances sind im Vergleich mit Konzerten klassischen Musikinhaltes „seriously loud“. In den letzten Jahren hat Icebreaker sein Repertoire um das Genre „Ambient“ mit ihrem Arrangement von Brian Enos Album Apollo: Atmospheres and Soundtracks erweitert.

## Geschichte

### Gründung und künstlerische Identität
Icebreaker formierte sich im Jahr 1989 und besteht aus zwölf Musikern in einer Besetzung von Querflöte, Panflöte, Saxophon, Klarinette, elektrischer Geige und Cello, Gitarre, Schlagzeug, Akkordeon und Keyboard, sowie einem Tontechniker und dem Produktionsmanagement.
Icebreakers Debüt 1989 fand im Rahmen eines Festivals holländischer Musik der University of York unter anderem mit Louis Andriessens Stücken Hoketus, de Staat und de Stijl statt. Über den Schwerpunkt holländischer, britischer und amerikanischer Musik entwickelte sich eine intensive Zusammenarbeit mit Bang on a Cans Michael Gordon, David Lang und Julia Wolfe. Die spezifische instrumentelle Besetzung des Ensembles entwickelte sich vorbildhaft aus der holländischen Musikgruppe Hoketus (1977–1987), gegründet von Louis Andriessen, die die Inkorporation von Panflöte inspirierte.
Icebreakers Repertoire besteht unter anderem aus Kompositionen von Louis Andriessen, Gavin Bryars, Brian Eno, Philip Glass, Michael Gordon, David Lang, Steve Martland, Michael Nyman, Steve Reich und Terry Riley. Die unkonventionelle Instrumentation des Ensembles ergibt einen einzigartigen musikalischen Klang und erlaubt die Synergie zeitgenössischer Musik, Rock und alternativer Musik.

### Performances
Icebreaker tritt seit über 20 Jahren regelmäßig in Europa und den USA auf. Auftritte beinhalten ein Icebreaker gewidmetes Festival der Wiener Musikgalerie in Wien, Konzerte im Rahmen des Festivals Carinthischer Sommer in Kärnten, eine Kooperation mit dem Symphonieorchester Bochum, wo Stewart Wallace’ The Book of Five aufgeführt wurde, auch mit dem American Composers Orchestra in New Yorks Carnegie Hall und Konzerten in Kassel und Hamburg in Deutschland. Konzerte in Großbritannien und den USA inkludieren ein weites Spektrum von unterschiedlichen Bühnen und Festivals von Rock (Camp Bestival) bis New York (Bang on a Can, Lincoln Center).

### Aufnahmen
Icebreakers erste zwei Alben wurden von Deccas Argo Label aufgenommen unter anderem mit Musik von Andriessen, Gordon, Lang, Bryars and Damian LeGassick (Terminal Velocity 1994, Trance 1996). Nachfolgende Alben bei verschiedenen Labels wie NewTone (Italien, Rogues Gallery 1997), ein Porträt Diderik Wagenaars (2001) bei Composers' Voice (Verlag Donemus Studio), Extraction bei Between the lines (2001) und Philip Glass Music with Changing Parts (2007) bei Orange Mountain Music. Icebreaker arbeitet seit 2004 mit dem New Yorker Label Cantaloupe Music zusammen, die Cranial Pavement (2005) aufgenommen und Terminal Velocity und Trance remastered haben. 2012 wurde Icebreakers prestigeträchtigstes Projekt Apollo aufgenommen und herausgebracht.

### Tanz und Multimedia
Icebreaker arbeitet seit vielen Jahren in Kooperation mit Tanz, Ballett und Multimedia Kollaborationen. Ihre Auftritte inkludieren eine Tanzadaption von Ashley Page für das Royal Ballet in London (Cheating, Lying, Stealing 1998), wiederaufgenommen mit dem Scottish Ballet in Glasgow und Edinburgh (2003, 2009). 2004-5 entstand eine Zusammenarbeit mit Wayne McGregors Tanztruppe Random Dance, die mit Ataxia (Adaption für Tanz von Michael Gordons Trance) in London, Amsterdam und New York aufführten. Icebreakers CD-Einspielungen werden regelmäßig für Tanz Performances verwendet.
Von 2003 bis 2004 tourte Icebreaker gemeinsam mit dem Orkest De Volharding und der Sängerin Christina Zavalloni die sogenannte Big Noise Tour, eine Multimedia Zusammenarbeit, die auf den großen Veranstaltungsbühnen in Großbritannien und den Niederlanden aufgeführt wurde. Icebreaker hat weiterhin die Filmmusik zu dem amerikanischen Independent-Film Book of Love aufgenommen.

### Jüngste Arbeit
Als Teil weltweiter Events anlässlich des 40-jährigen Jubiläums der Mondlandungen wurde Icebreaker mit Pedal-Steel-Gitarre-Spieler B J Cole eingeladen, Brian Enos Album Apollo (Brian Eno, Roger Eno und Daniel Lanois) live zu Al Reinerts film For All Mankind (Filmmusik arrangiert Woojun Lee 2009) im Science Museum London IMAX zu spielen. Eine erweiterte Version dieses Arrangements tourniert Großbritannien und Europa seit Mai 2010. Das Album wurde 2012 veröffentlicht.

### Weitere Arbeit
Im Rahmen des Huddersfield Contemporary Music Festival wurde Icebreaker anlässlich Louis Andriessens 70. Geburtstag zur Festaufführung zweier Konzerte eingeladen. Das Ensemble spielte regelmäßig in der Glasgow City Hall im Rahmen des Minimal Festivals.
Icebreaker arbeitet kontinuierlich in zahlreichen Bildungsprojekten an Universitäten und Schulen in ganz Großbritannien, wie in Londons Goldsmiths College im Zweig "Popular Music" in Assoziation mit John Paul Jones. Seit 2006 produziert Icebreaker die monatliche Internet Radio Show Radio Icebreaker auf Brightons totallyradio.com.

## Mitglieder (2013)
- James Poke (Leiter, Flöten, Panflöten, Synthesizer)
- Rowland Sutherland (Flöten, Panflöten, Stimme)
- Christian Forshaw (Saxophone, Klarinetten)
- Bradley Grant (Saxophone, Klarinette)
- Dominic Saunders (Keyboards)
- Andrew Zolinsky (Keyboards)
- Walter Fabeck (Keyboards)
- Ian Watson (Akkordeon, Keyboards)
- Emma Welton (elektrische Geige)
- Audrey Riley (elektrisches Cello, Keyboards)
- Dan Gresson (Perkussion, Schlagzeug)
- James Woodrow (Gitarre, Bassgitarre)
- Pete Wilson (Bassgitarre)
- Mel (Produktionsassistent)
- Ernst Zettl (Toningenieur)

## Diskografie

### Alben
- Official Bootleg (ICC, 1991, live)
- Terminal Velocity (Argo, 1994, auch Cantaloupe Music, 2005)
- Trance (Argo, 1996, auch Cantaloupe Music, 2004)
- Rogue's Gallery (New Tone, 1997)
- Diderik Wagenaar (Composers' Voice / Donemus, 2001)
- Extraction (between the lines, 2001)
- Cranial Pavement (Cantaloupe Music, 2005)
- Music with Changing Parts (Orange Mountain Music, 2007)
- Apollo (Cantaloupe Music, 2012)

### Gastauftritte auf anderen Alben
- Hook, Mesh, Stub, Cud (Argo, 1993)
- Short Cuts – Breaking the Sound Barrier – An Argo Sampler (Argo, 1994)
- Century XXI UK A–M (New Tone, 1996)
- Bang on a Can plays Louis Andriessen (Cantaloupe Records)